# Pleurothallis nuda
Pleurothallis nuda är en orkidéart som först beskrevs av Johann Friedrich Klotzsch, och fick sitt nu gällande namn av Heinrich Gustav Reichenbach. Pleurothallis nuda ingår i släktet Pleurothallis och familjen orkidéer. Inga underarter finns listade i Catalogue of Life.